# Kyoji Horiguchi
Kyoji Horiguchi (Takasaki, 12 de outubro de 1990) é um lutador japonês de artes marciais mistas, que já competiu no peso-mosca do Ultimate Fighting Championship. Atualmente compete e é campeão no peso-galo da organização japonesa Rizin Fighting Federation.

## Carreira no MMA
Horiguchi fez sua estreia no MMA em 2010, vencendo Ranki Kawana por decisão. Antes disso, Horiguchi era um lutador do peso galo, parceiro de sparring de Norifumi Yamamoto. Apenas duas lutas depois, ele ganhou o Torneio de Novatos do Shooto de 2010, derrotando Seiji Akao por nocaute técnico no segundo round.
Sua maior vitória até então havia sido contra o finalista do Torneio de Novatos de 2009, Yuta Nezu. O poder de nocaute de Horiguchi foi mostrada no começo da luta, nocauteando Nezu no primeiro round.
Horiguchi enfrentou o ex-Campeão Peso Pena do Shooto, Masakatsu Ueda em 8 de Janeiro de 2012. Ueda controlou boa parte da luta com seu grappling superior, quase finalizando Horiguchi diversas vezes. Ele perdeu por decisão majoritária.
Horiguchi ganhou o Título de 132 lbs do Shooto em 16 de Março de 2013, quando ele derrotou Hiromasa Ogikubo finalizando-o com um mata leão.
Em 22 de Junho, Horiguchi lutou contra o Campeão Peso-Galo do Pancrase, Shintaro Ishiwatari, no VTJ 2nd. Os dois fizeram uma luta competitiva e equilibrada. Muitos sites deram à Ishiwatari o último round. Horiguchi acelerou no começo do quinto round, lançando vários socos em Ishiwatari para forçar a interrupção e defender seu título.

### Ultimate Fighting Championship
Horiguchi fez sua estreia promocional contra Dustin Pague em 19 de Outubro de 2013 no UFC 166. Ele saiu vitorioso da estréia, vencendo a luta por nocaute técnico no segundo round.
Horiguchi era esperado para enfrentar Chris Cariaso em uma luta de peso mosca em 1 de Fevereiro de 2014 no UFC 169. Porém, Horoguchi teve que se retirar da luta com uma lesão e foi substituído pelo veterano do WEC Danny Martinez.
Horoguchi enfrentou Darrell Montague em 10 de Maio de 2014 no UFC Fight Night: Brown vs. Silva. Ele venceu a luta por decisão unânime.
A luta entre Horiguchi e Cariaso foi novamente marcada, e agora eles se enfrentariam em 20 de Setembro de 2014 no UFC Fight Night: Hunt vs. Nelson. No entanto, Cariaso foi movido para uma luta contra Demetrious Johnson e foi substituído por Jon Delos Reyes. Horiguchi venceu a luta por nocaute técnico no primeiro round.
Kyoji enfrentou Louis Gaudinot em 3 de Janeiro de 2015 no UFC 182 e o derrotou por decisão unânime.
Horiguchi desafiou o título contra o campeão Demetrious Johnson em 25 de Abril de 2015 no UFC 186. Após ser dominado durante uma boa parte da luta, Horiguchi foi finalizado com uma chave de braço no último segundo do quinto round.
Kyoji voltou a lutar após a disputa de cinturão em 27 de Setembro de 2015 no UFC Fight Night: Barnett vs. Nelson contra Chico Camus. Ele venceu a luta por decisão unânime.
Horoguchi enfrentou Neil Seery em 8 de Maio de 2016 no UFC Fight Night: Overeem vs. Arlovski. Ele venceu a luta por decisão unânime.

## Campeonatos e realizações

### Artes marciais mistas
- Shooto
  - Campeão de 132 lbs
  - Novato do Ano no Peso Pena de 2010
  - MVP 2010

## Cartel no MMA
| Cartel no MMA   |             |            |
| 32 lutas        | 29 vitórias | 3 derrotas |
| Por nocaute     | 15          | 1          |
| Por finalização | 3           | 1          |
| Por decisão     | 11          | 1          |

| Res.    | Cartel | Oponente            | Método                               | Evento                                             | Data       | Round | Tempo | Local                    | Notas |
| ------- | ------ | ------------------- | ------------------------------------ | -------------------------------------------------- | ---------- | ----- | ----- | ------------------------ | --- |
| Derrota | 29-4   | Sergio Pettis       | Nocaute (soco rodado)                | Bellator 272: Pettis vs. Horiguchi                 | 03/12/2021 | 4     | 3:24  | Uncasville, Connecticut  | Pelo Cinturão Peso Galo do Bellator.                                                                                |
| Vitória | 29-3   | Kai Asakura         | Nocaute Técnico (socos)              | Rizin 26                                           | 31/12/2020 | 1     | 2:48  | Saitama                  | Ganhou o Cinturão Peso Galo do Rizin.                                                                               |
| Derrota | 28-3   | Kai Asakura         | Nocaute (socos)                      | Rizin 18                                           | 18/08/2019 | 1     | 1:07  | Nagoya                   | Luta não válida pelo cinturão.                                                                                      |
| Vitória | 28-2   | Darrion Caldwell    | Decisão (unânime)                    | Bellator 222: MacDonald vs. Gracie                 | 14/06/2019 | 5     | 5:00  | Nova Iorque, Nova Iorque | Estreia no Bellator; Ganhou o Cinturão Peso Galo do Bellator; Vagou o cinturão em Novembro de 2019 devido a lesões. |
| Vitória | 27-2   | Ben Nguyen          | Nocaute (socos)                      | Rizin 15                                           | 21/04/2019 | 1     | 2:53  | Yokohama                 | Luta em Peso Casado (132 lbs).                                                                                      |
| Vitória | 26-2   | Darrion Caldwell    | Finalização (guilhotina)             | Rizin 14                                           | 31/12/2018 | 3     | 1:19  | Saitama                  | Ganhou o Cinturão Peso Galo Vago do Rizin; Vagou o cinturão em Novembro de 2019 devido a lesões.                    |
| Vitória | 25-2   | Hiromasa Ogikubo    | Decisão (unânime)                    | Rizin FF-Rizin 11                                  | 28/07/2018 | 2     | 5:00  | Saitama                  | |
| Vitória | 24-2   | Ian McCall          | Nocaute (soco)                       | Rizin FF-Rizin 10                                  | 06/05/2018 | 1     | 0:09  | Fukuoka                  | |
| Vitória | 23-2   | Shintaro Ishiwatari | Nocaute (socos)                      | Rizin World Grand Prix 2017: Final Round           | 31/12/2017 | 2     | 0:14  | Saitama                  | Ganhou o Rizin Grand Prix dos Galos 2017.                                                                           |
| Vitória | 22-2   | Manel Kepa          | Finalização (triângulo de braço)     | Rizin World Grand Prix 2017: Final Round           | 31/12/2017 | 3     | 4:27  | Saitama                  | Semifinal do Rizin Grand Prix dos Galos 2017.                                                                       |
| Vitória | 21-2   | Gabriel Oliveira    | Nocaute Técnico (socos)              | Rizin World Grand Prix 2017: 2nd Round             | 29/12/2017 | 1     | 4:30  | Saitama                  | Quartos de Final do Rizin Grand Prix dos Galos 2017.                                                                |
| Vitória | 20-2   | Hideo Tokoro        | Nocaute (socos)                      | Rizin World Grand Prix 2017 Opening Round - Part 1 | 30/07/2017 | 1     | 1:49  | Saitama                  | Retorno aos Galos; Primeira Ronda do Rizin Grand Prix dos Galos 2017.                                               |
| Vitória | 19-2   | Yuki Motoya         | Decisão (unânime)                    | Rizin FF 5: Sakura                                 | 16/04/2017 | 2     | 5:00  | Yokohama                 | Estreia no Rizin.                                                                                                   |
| Vitória | 18-2   | Ali Bagautinov      | Decisão (unânime)                    | UFC Fight Night: Mousasi vs. Hall II               | 19/11/2016 | 3     | 5:00  | Belfast                  | |
| Vitória | 17-2   | Neil Seery          | Decisão (unânime)                    | UFC Fight Night: Overeem vs. Arlovski              | 08/05/2016 | 3     | 5:00  | Roterdão                 | |
| Vitória | 16-2   | Chico Camus         | Decisão (unânime)                    | UFC Fight Night: Barnett vs. Nelson                | 27/09/2015 | 3     | 5:00  | Saitama                  | |
| Derrota | 15-2   | Demetrious Johnson  | Finalização (chave de braço)         | UFC 186: Johnson vs. Horiguchi                     | 25/04/2015 | 5     | 4:59  | Montreal, Quebec         | Pelo Cinturão Peso Mosca do UFC.                                                                                    |
| Vitória | 15-1   | Louis Gaudinot      | Decisão (unânime)                    | UFC 182: Jones vs. Cormier                         | 03/01/2015 | 3     | 5:00  | Las Vegas, Nevada        | |
| Vitória | 14-1   | Jon Delos Reyes     | Nocaute Técnico (socos)              | UFC Fight Night: Hunt vs. Nelson                   | 20/09/2014 | 1     | 3:48  | Saitama                  | |
| Vitória | 13-1   | Darrell Montague    | Decisão (unânime)                    | UFC Fight Night: Brown vs. Silva                   | 10/05/2014 | 3     | 5:00  | Cincinnati, Ohio         | Estréia nos Moscas.                                                                                                 |
| Vitória | 12-1   | Dustin Pague        | Nocaute Técnico (socos)              | UFC 166: Velasquez vs. dos Santos III              | 19/10/2013 | 2     | 3:51  | Houston, Texas           | Estreia no UFC. |
| Vitória | 11-1   | Shintaro Ishiwatari | Nocaute Técnico (socos)              | VTJ 2nd                                            | 22/06/2013 | 5     | 0:41  | Tóquio                   | Defendeu o Título 132lb do Shooto.                                                                                  |
| Vitória | 10-1   | Hiromasa Ogikubo    | Finalização (mata leão)              | Shooto - 2nd Round 2013                            | 16/03/2013 | 2     | 1:35  | Tóquio                   | Ganhou o Título 132lb do Shooto.                                                                                    |
| Vitória | 9-1    | Ian Loveland        | Decisão (unânime)                    | VTJ 2012                                           | 24/12/2012 | 3     | 5:00  | Tóquio                   | |
| Vitória | 8-1    | Manabu Inoue        | Decisão (unânime)                    | Shooto - 8th Round                                 | 16/07/2012 | 3     | 5:00  | Tóquio                   | |
| Vitória | 7-1    | Tetsu Suzuki        | Nocaute Técnico (socos)              | Shooto - 3rd Round                                 | 10/03/2012 | 1     | 2:06  | Tóquio                   | |
| Derrota | 6-1    | Masakatsu Ueda      | Decisão (majoritária)                | Shooto - Survivor Tournament Final                 | 08/01/2012 | 3     | 5:00  | Tóquio                   | |
| Vitória | 6-0    | Naohiro Mizuno      | Nocaute (socos)                      | Shooto - Shootor's Legacy 4                        | 23/09/2011 | 2     | 3:26  | Tóquio                   | |
| Vitória | 5-0    | Yuta Nezu           | Nocaute (soco)                       | Shooto - Shootor's Legacy 3                        | 18/07/2011 | 1     | 3:17  | Tóquio                   | |
| Vitória | 4-0    | Takahiro Hosoi      | Nocaute Técnico (socos)              | Shooto - Shooto Tradition 2011                     | 29/04/2011 | 1     | 1:06  | Tóquio                   | |
| Vitória | 3-0    | Seiji Akao          | Nocaute Técnico (socos)              | Shooto - The Rookie Tournament 2010 Final          | 18/12/2010 | 2     | 0:43  | Tóquio                   | Ganhou o Torneio de Novatos do Shooto de 2010.                                                                      |
| Vitória | 2-0    | Keita Ishibashi     | Nocaute Técnico (interrupção médica) | Shooto - Gig Tokyo 5                               | 07/08/2010 | 1     | 2:23  | Tóquio                   | |
| Vitória | 1-0    | Ranki Kawana        | Decisão (unânime)                    | Shooto - Kitazawa Shooto Vol. 3                    | 09/05/2010 | 2     | 5:00  | Tóquio                   | |